# Hochei pe iarbă la Jocurile Olimpice de vară din 2012
Probele sportive de hochei pe iarbă la Jocurile Olimpice de vară din 2012 se vor desfășura în perioada 29 iulie - 11 august 2012 la arena Riverbank din Londra, Marea Britanie. Pe data de 13 noiembrie 2010, Federația Internațională de Hochei (FIH) a decis să alocheze câte 12 echipe la cele 2 evenimente, respectiv cel masculin și cel feminin.

## Calendar competițional
| P | Preliminarii | ½ | Semifinală | F | Finală |

| Probă↓/Dată → | Dum 29 | Lun 30 | Mar 31 | Mie 1 | Joi 2 | Vin 3 | Sâm 4 | Dum 5 | Lun 6 | Mar 7 | Mie 8 | Joi 9 | Vin 10 | Sâm 11 |
| ------------- | ------ | ------ | ------ | ----- | ----- | ----- | ----- | ----- | ----- | ----- | ----- | ----- | ------ | ------ |
| Masculin      |        | P      |        | P     |       | P     |       | P     |       | P     |       | ½     |        | F      |
| Feminin       | P      |        | P      |       | P     |       | P     |       | P     |       | ½     |       | F      |        |

## Calificările

### Masculin
| Data                    | Evenimentul                             | Locația                   | Țara(ile) calificate       |
| ----------------------- | --------------------------------------- | ------------------------- | -------------------------- |
|                         | Țara organizatoare                      |                           | Marea Britanie             |
| 13–24 noiembrie 2010    | Jocurile Asiei 2010                     | Guangzhou, China          | Pakistan                   |
| 20–28 august 2011       | Cupa EuroHockey pe națiuni 2011         | Mönchengladbach, Germania | Germania · Olanda · Belgia |
| 2–11 septembrie 2011    | Calificarea olimpică africană 2011      | Bulawayo, Zimbabwe        | —                          |
| 6–9 octombrie 2011      | Cupa Oceaniei 2011                      | Hobart, Australia         | Australia · Noua Zeelandă  |
| 14–30 octombrie 2011    | Jocurile pan-americane 2011             | Guadalajara, Mexic        | Argentina                  |
| 15–26 februarie 2012    | Primul turneu de calificare olimpic     | New Delhi, India          |                            |
| 10–18 martie 2012       | Al doilea turneu de calificare olimpic  | Dublin, Irlanda           |                            |
| 25 aprilie – 6 mai 2012 | Al treilea turneu de calificare olimpic | Kakamigahara, Japonia     |                            |
|                         | Țară invitată                           |                           | Spania                     |

### Feminin
| Data                    | Evenimentul                             | Locația                   | Țara(ile) calificate      |
| ----------------------- | --------------------------------------- | ------------------------- | ------------------------- |
|                         | Țara organizatoare                      |                           | Marea Britanie            |
| 15–25 noiembrie 2010    | Jocurile Asiei 2010                     | Guangzhou, China          | China · Coreea de Sud     |
| 20–27 august 2011       | Cupa EuroHockey pe națiuni 2011         | Mönchengladbach, Germania | Olanda · Germania         |
| 2–11 septembrie 2011    | Calificarea olimpică africană 2011      | Bulawayo, Zimbabwe        | —                         |
| 6–9 octombrie 2011      | Cupa Oceaniei 2011                      | Hobart, Australia         | Australia · Noua Zeelandă |
| 14–30 octombrie 2011    | Jocurile pan-americane 2011             | Guadalajara, Mexic        | Statele Unite             |
| 15–26 februarie 2012    | Primul turneu de calificare olimpic     | New Delhi, India          |                           |
| 17–25 martie 2012       | Al doilea turneu de calificare olimpic  | Dublin, Irlanda           |                           |
| 25 aprilie – 6 mai 2012 | Al treilea turneu de calificare olimpic | Kakamigahara, Japonia     |                           |
|                         | Țară invitată                           |                           | Argentina                 |

## Arbitrii
Federația Internațională de Hochei (FIH) a anunțat lista de arbitrii pe 3 ianuarie 2012, fiecare probă sportivă având câte 17 arbitrii disponibili.

### Masculin
- Christian Blasch (GER)
- Ged Curran (GBR)
- David Gentles (AUS)
- Marcin Grochal (POL)
- Colin Hutchinson (IRL)
- Nigel Iggo (NZL)
- Hamish Jamson (GBR)
- Kim Hong-Lae (KOR)
- German Montes de Oca (ARG)
- Raghu Prasad (IND)
- Tim Pullman (AUS)
- Marcelo Servetto (ESP)
- Gary Simmonds (RSA)
- Nathan Stagno (GBR)
- Simon Taylor (NZL)
- Roel van Eert (NED)
- John Wright (RSA)

### Feminin
- Claire Adenot (FRA)
- Julie Ashton-Lucy (AUS)
- Stella Bartlema (NED)
- Frances Block (GBR)
- Carolina de la Fuente (ARG)
- Elena Eskina (RUS)
- Amy Hassick (USA)
- Kelly Hudson (NZL)
- Soledad Iparraguirre (ARG)
- Michelle Joubert (RSA)
- Kang Hyun-Young (KOR)
- Carol Metchette (IRL)
- Miao Lin (CHN)
- Irene Presenqui (ARG)
- Lisa Roach (AUS)
- Chieko Soma (JPN)
- Wendy Stewart (CAN)

## Medaliați
| Probă    | Aur | Argint | Bronz |
| Masculin | Germania (GER) · Maximilian Müller · Martin Häner · Oskar Deecke · Christopher Wesley · Moritz Fürste · Tobias Hauke · Jan-Philipp Rabente · Benjamin Weß · Timo Weß · Oliver Korn · Christopher Zeller · Max Weinhold · Matthias Witthaus · Florian Fuchs · Philipp Zeller · Thilo Stralkowski           | Olanda (NED) · Jaap Stockmann · Tim Jenniskens · Klaas Vermeulen · Marcel Balkestein · Wouter Jolie · Roderick Weusthof · Robbert Kempermann · Teun de Nooijer · Sander Baart · Floris Evers · Bob de Voogd · Sander de Wijn · Rogier Hofman · Robert van der Horst · Billy Bakker · Valentin Verga · Mink van der Weerden                | Australia (AUS) · Mark Knowles · Jamie Dwyer · Liam de Young · Simon Orchard · Glenn Turner · Chris Ciriello · Matthew Butturini · Russell Ford · Eddie Ockenden · Joel Carroll · Matthew Gohdes · Tim Deavin · Matthew Swann · Nathan Burgers · Kieran Govers · Fergus Kavanagh |
| Feminin  | Olanda (NED) · Kitty van Male · Carlien Dirkse van den Heuvel · Kelly Jonker · Maartje Goderie · Lidewij Welten · Maartje Paumen · Naomi van As · Ellen Hoog · Sophie Polkamp · Joyce Sombroek · Kim Lammers · Eva de Goede · Marilyn Agliotti · Merel de Blaeij · Margot van Geffen · Caia van Maasakker | Argentina (ARG) · Laura del Colle · Rosario Luchetti · Ana Macarena Rodriguez Perez · Luciana Aymar · Carla Rebecchi · Delfina Merino · Martina Cavallero · Florencia Habif · Rocio Sanchez Moccia · Daniela Sruoga · Sofia Maccari · Mariela Scarone · Silvina D'Elia · Noel Barrionuevo · Maria Josefina Sruoga · Maria Florencia Mutio | Marea Britanie (GBR) · Beth Storry · Emile Maguire · Laura Unsworth · Crista Cullen · Hannah MacLeod · Anne Panter · Helen Richardson · Kate Walsh · Chloe Rogers · Laura Bartlett · Alex Danson · Georgie Twigg · Ashleigh Ball · Sally Walton · Nicola White · Sarah Thomas    |